# کالینزویل (اکلاهما)
کالینزویل(به انگلیسی: Collinsville) شهری در ایالت اکلاهما کشور ایالات متحده آمریکا است که جمعیت آن در سرشماری سال ۲۰۱۰ میلادی، ۵٬۶۰۶ نفر بوده‌است.